# تیننگرتوک
تیننگرتوک (به لاتین: Tiningnertok) یک کوه در گرینلند است که در کوجالق واقع شده‌است. تیننگرتوک ۲٬۲۹۱٫۴۸ متر بالاتر از سطح دریا واقع شده‌است.